# Riza Zalamedová
Riza Zalamedová (* 10. února 1986, Los Angeles, Kalifornie, USA) je současná americká profesionální tenistka úspěšnější především ve čtyřhře. Jejím nejvyšším umístěním na žebříčku WTA ve dvouhře bylo 534. místo (24. července 2006) a ve čtyřhře 89. místo (1. února 2010). Na okruhu WTA dosud nevyhrála žádný turnaj. Na okruhu ITF zvítězila na 2 turnajích ve dvouhře a 6 turnajích ve čtyřhře.

## Finálové účasti na turnajích WTA (0)
Žádného finále na WTA se neúčastnila.

## Vítězství na okruhu ITF (8)

### Dvouhra (2)
| Č. | Datum              | Turnaj | Dotace   | Povrch | Soupeřka ve finále | Výsledek |
| 1. | 20. listopad, 2005 | Manila | 10 000 $ | tvrdý  | Wing-Yau Čchanová  | 6-3, 6-2 |
| 2. | 2. červenec, 2006  | Edmond | 10 000 $ | tvrdý  | Alexa Glatchová    | 6-4, 6-1 |

### Čtyřhra (6)
| Č. | Datum              | Turnaj      | Dotace   | Povrch | Partnerka             | Soupeřky ve finále                     | Výsledek    |
| 1. | 20. listopad, 2005 | Manila      | 10 000 $ | tvrdý  | Denise Dyová          | I Čchenová Šao-jüan Kchaová            | 6-2, 6-3    |
| 2. | 17. květen, 2009   | Raleigh     | 50 000 $ | antuka | Lilia Osterlohová     | Carmen Klaschková Sabine Klaschková    | 6-0, 6-0    |
| 3. | 31. květen, 2009   | Carson      | 50 000 $ | tvrdý  | Laura Granvilleová    | Monique Adamczaková Nicole Krizová     | 6-3, 6-4    |
| 4. | 12. červenec, 2009 | Grapevine   | 50 000 $ | tvrdý  | Lindsay Lee-Watersová | Kimberly Coutsová Valérie Tétreaultová | 7-6(5), 6-3 |
| 5. | 8. srpen, 2009     | Vancouver   | 75 000 $ | tvrdý  | Ahsha Rolleová        | Madison Brengleová Lilia Osterlohová   | 6-4, 6-3    |
| 6. | 27. září, 2009     | Albuquerque | 75 000 $ | tvrdý  | Mashona Washingtonová | Melinda Czinková Lindsay Lee-Watersová | 6-3, 6-2    |

## Postavení na žebříčku WTA na konci sezóny

### Dvouhra
| Rok    | 2002 | 2003   | 2004    | 2005   | 2006   |
| Pořadí | 909. | ▲ 723. | ▼ 1115. | ▲ 858. | ▲ 639. |

### Čtyřhra
| Rok    | 2004 | 2005   | 2006   | 2007 | 2008   | 2009  |
| Pořadí | 379. | ▼ 417. | ▼ 669. | ▼x.  | ▲ 222. | ▲ 95. |